# Alvin Liberman
Alvin Liberman (/ˈlɪbərmən/; 10 de maio de 1917 – 13 de janeiro de 2000) foi um psicólogo e linguista estadunidense. Suas ideias definiram a agenda de cinquenta anos de pesquisa psicológica na percepção da fala.
Ele adotou uma perspectiva biológica da linguagem e sua abordagem 'nativista' era frequentemente controversa e influente. Ele foi professor de psicologia na Universidade de Connecticut e de linguística na Universidade Yale, bem como presidente dos Laboratórios Haskins de 1975 a 1986.
Liberman foi um dos primeiros a realizar pesquisas e estudos experimentais no campo do desenvolvimento da fala e da linguística. Por meio de sua pesquisa, ele pretendia obter uma compreensão completa da importância e do propósito da fala no ato de ler e no processo de aprender a ler.